# Metra de sancto Gallo (Władysław z Gielniowa)
Metra de sancto Gallo (pol. Wiersz o św. Gawle) – dydaktyczny wiersz Władysława z Gielniowa w języku łacińskim, skierowany do studentów.
Oryginał wiersza znajduje się w Archiwum Archidiecezjalnym w Poznaniu. Utwór rozpoczyna się incipitem: Iam, iam clericuli veniunt solemnia Galli. Wiersz zbudowany jest z 26 wersów, gdzieniegdzie rymowanych. Zawiera akrostych „IESWS CRISTUS MARIA LADISLAUS”, wskazujący na autorstwo Władysława z Gielniowa.
Utwór związany jest z juwenaliami obchodzonymi przez żaków Akademii Krakowskiej, które rozpoczynały się w dzień św. Gawła (16 października). W czasie świąt m.in. wybierano „króla” żaków, obdarowywano wykładowców kogutami oraz organizowano walki kogutów (łac. gallus – kogut), o czym mówi też wiersz żakowski Metra de sancto Gallo, zapisany w 1508. Utwór Władysława z Gielniowa pozostaje z nim w związku tematycznym, ma jednak odmienną, moralizatorską wymowę – celem studentów powinna być nauka, nie zabawa, zaś kogut, wstający o świcie i wygrzebujący pracowicie ziarna, może być przykładem dla żaka gromadzącego wiedzę. Krótkie „panowanie” króla żaków skłania autora do refleksji, że tak samo szybko przemija ludzkie życie, dlatego nie warto tracić czasu, lecz zapracować sobie na wieczne Królestwo Niebieskie. Niektóre wersy lub ich części są podobne w obu utworach. Być może autor piosenki żakowskiej znał utwór Władysława i wykorzystał jego fragmenty do stworzenia żartobliwej wersji lub obaj autorzy opierali się na innym, nieznanym dziś utworze.